# Jefferson Hall (West Point)

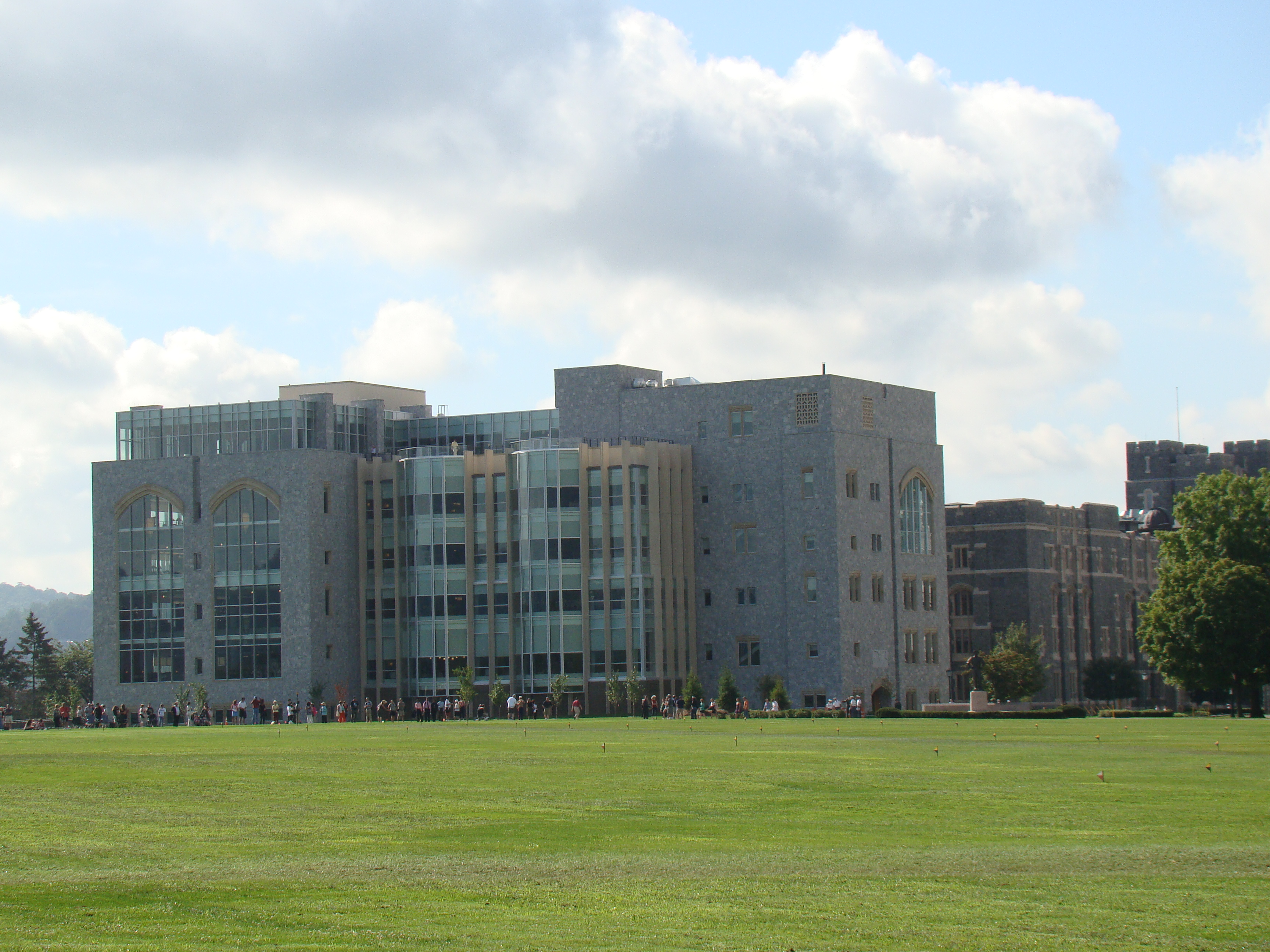
Jefferson Hall (2008) in West Point

Jefferson Hall-USMA Library and Learning Center ist die Universitätsbibliothek und das Bildungszentrum der United States Military Academy (USMA) in West Point, New York.

## Namensgebung
Die Jefferson Hall ist nach dem dritten Präsidenten der Vereinigten Staaten Thomas Jefferson benannt, der 1802 den Military Peacetime Establishment Act unterzeichnete und damit die Gründung der United States Military Academy ermöglichte.

## Gebäudeentstehung
Jefferson Hall ist der erste Neubau seit 1972 auf dem Hudson-Valley-Campus der Militärakademie, der durch die hohe und stetig weiter steigende Anzahl von Kadetten und den gesellschaftlichen Rahmenbedingungen des 21. Jahrhunderts notwendig wurde.
Das Gebäude wurde von 2005 bis 2008 im Wesentlichen durch die renommierten New Yorker (Innen-)Architekturbüros STV Architects und Holzman Moss Architecture im Auftrag des United States Army Corps of Engineers (USACE), New York District aus dem Jahr 2000 für insgesamt 75 Millionen Dollar errichtet.
Das sechsstöckige Bau aus Glas und Granit ist im militärisch-neugotischen Architekturstil des 19. Jahrhunderts gehalten und 141.000 Quadratfuß groß. Es wurden dabei ca. 1.586 Tonnen des Tiefengesteins aus Fletcher Granite Co. verarbeitet. Die Fenster wurden mit Sandstein verkleidet. Der Haupteingang besteht aus einer dreidimensionalen Bogen-Konstruktion. Mehrere Schnitzarbeiten, inklusive der Siegel, finden sich an den Eingängen. Zudem wurden zwei Türme (Ost und West) in die Gebäudestruktur integriert.
Im Inneren des Gebäudes wurde u. a. ein interaktives Bildungszentrum, Gruppenarbeitsbereiche, individuelle Arbeitsplätze, Klassenräume und mehr als 900 Benutzerbereiche installiert. Alle Räumlichkeiten wurden mit modernsten Medien ausgestattet.
Am 24. September 2008 wurde Jefferson Hall dann feierlich eingeweiht.

## Gebäudefunktion

### Organisationsbereiche
Das Gebäude integriert folgende drei Bereichen:
- Cadet Library
- Center for Teaching Excellence (CTE)
- Center for Enhanced Performance (CEP)

### Bibliothek und Bestand
Die Bibliothek hat ihre Wurzeln im Gründungsjahr der Militärakademie 1802. Sie ist in sechs Organisationsbereiche gegliedert. Es stehen insgesamt 12 Räume für Kadetten und Personal zur Verfügung. Der Bestand beläuft sich auf ca. 1 Million Medien, darunter Bücher, Fachzeitschriften, Regierungsdokumente, Karten und Atlanten, Zeitungen usw. Er ist auf Jefferson Hall und das vormalige Gebäude der USMA Library Bartlett Hall North (Sondersammlung und Archiv) verteilt. Im Katalog der Bibliothek sind auch die kleineren Bestände des Simon Center for Professional Military Ethic und des Combating Terrorism Center sowie der Departments für Englisch und Philosophie, Geographie und Umweltingenieurwissenschaften, Geschichte, Rechtswissenschaft, Mathematik und Physik verzeichnet. Seit 1989 existiert ein Bibliotheksannex mit dem Pershing Center, wo auch das Visitors Center untergebracht ist. Die älteste geführte Schrift ist das philosophische Werk De civitate Dei von Augustinus von Hippo aus dem 5. Jahrhundert.

## Räume und Inneneinrichtung

### Alexander Haig Room
In Würdigung von General Alexander Haig, ehemaliger NATO-Oberbefehlshaber, Stabschef und Außenminister, wurde im Oktober 2008 unter Beteiligung der Akademieleitung der Alexander Haig Room im obersten Stockwerk des Gebäudes eingeweiht. Dieser umfasst eine Fläche von 50 × 65 Feet. Einen zentralen Platz nimmt das Jefferson-Porträt von Thomas Sully (1821) ein. Außerdem sind weitere Porträts von US-Präsident James Monroe und Joseph Gardner Swift, dem ersten Absolventen von West Point, angebracht.

### Monticello Cabinet
Die Thomas Jefferson Foundation aus Monticello, Virginia steuerte mehrere Replikationen aus dem Besitz von Jefferson und zum Teil mit historischer Bedeutung zur Inneneinrichtung bei. Diese sind im 2. Stock des Gebäudes im Monticello Cabinet ausgestellt. Dazu gehören u. a. Bürostuhl und -tisch, Beistelltisch, Longchair, Tischplatte, Drehbuchständer und Reitstiefel.

## Galerie

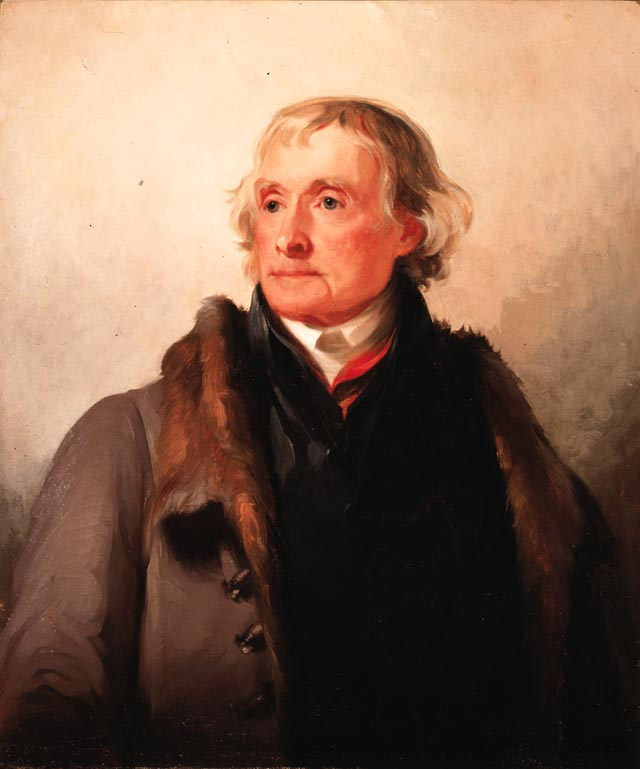
Jefferson-Porträt im Alexander Haig Room
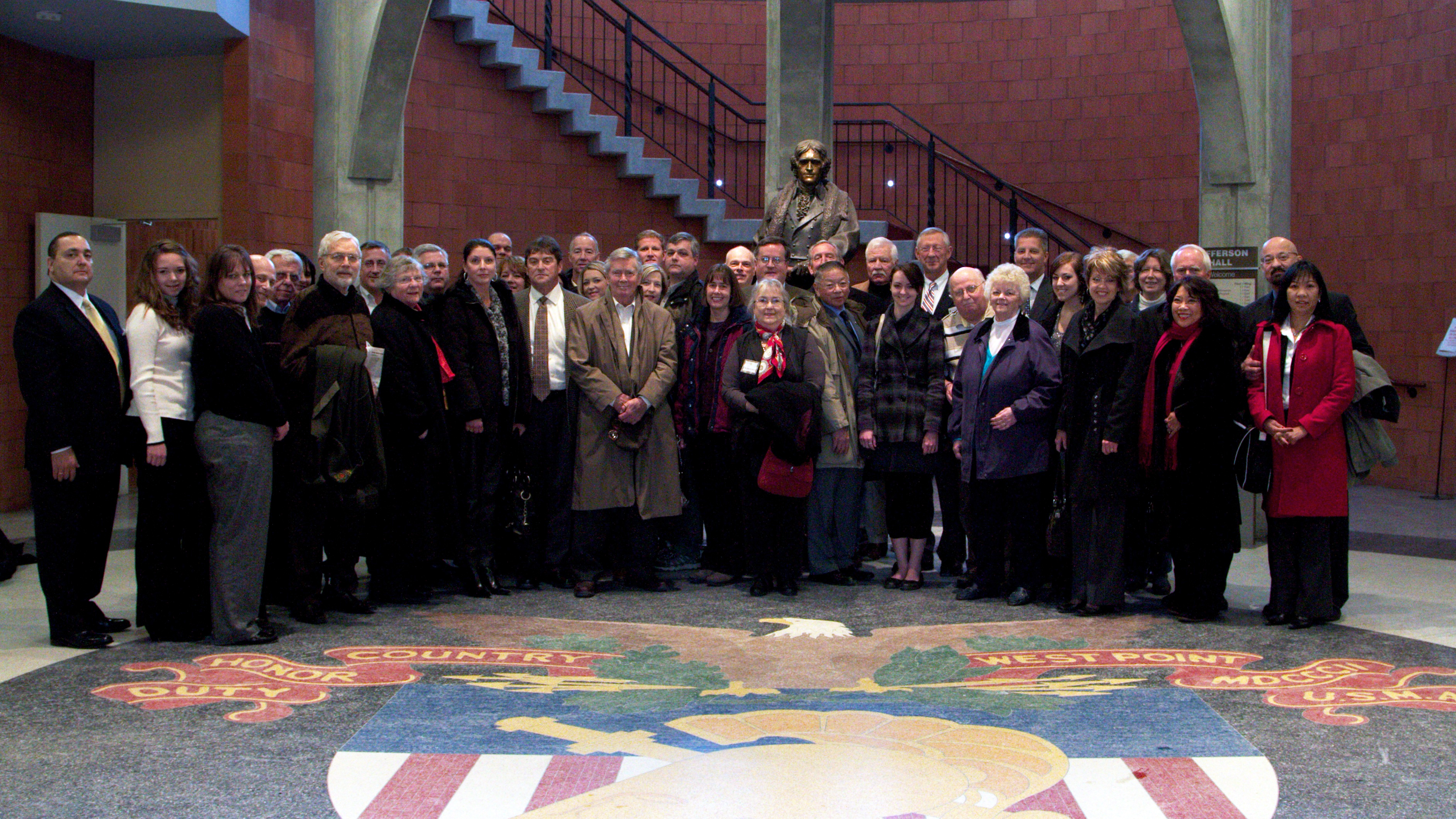
Gästegruppe in der Jefferson Hall
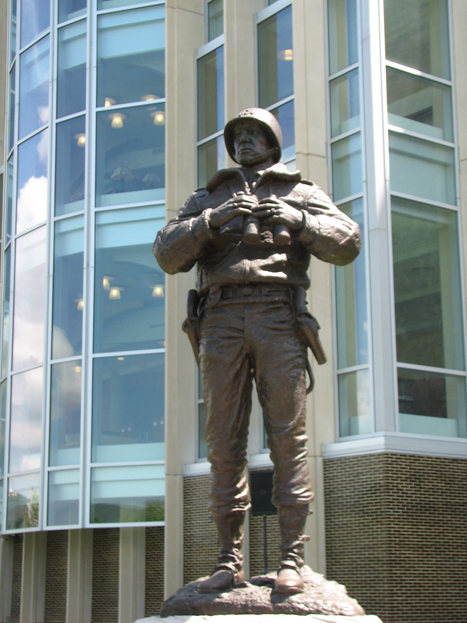
General Patton-Statue vor der Jefferson Hall

## Auszeichnungen
- Award of Merit, Higher Education (2008) der New York Construction Best of 2008 Awards
- Engineering Excellence Awards, Diamond Award (2009) des American Council of Engineering Companies of New York
- First Place Institutional (2009) der Coverings™ 2009 Prism Awards
- Bronze SPiRiT Award der United Services Automobile Association